# 袁子扬 (沂东)
袁子扬（？—？），男，山东沂水人，中华人民共和国政治人物。

## 生平
袁子扬是山东沂水县城子区黄家米沟人。早年参加中国共产党。担任沂水县永太区区长。1942年12月，沂东行署成立，袁子扬任沂东行署主任。1944年5月，改任沂东县抗日民主政府县长。1945年8月至1949年7月，担任沂东县民主政府县长。1949年沂东县撤销后，调任沂蒙专署任办公室主任。1950年代后期去世。

## 轶事
他与担任中华人民共和国山东省副省长、中国人民银行副行长的袁子扬同名同姓同乡。